# Севостьянов (Морозовский район)
Севостья́нов — хутор в Морозовском районе Ростовской области.
Входит в состав Широко-Атамановского сельского поселения.

## Население
| 2010 |
| ---- |
| 0    |